# 충주 이수일 묘소
충주 이수일 묘소(忠州 李守一 墓所)는 충청북도 충주시 금가면 오석리에 있는 조선시대의 무신인 은암(隱庵) 이수일(1554∼1632) 장군의 묘소이다. 1978년 2월 22일 충청북도의 기념물 제21호로 지정되었다.

## 개요
조선 중기의 무신인 은암(隱庵) 이수일(1554∼1632) 장군의 묘소이다.
선조 16년(1583) 무과에 급제한 후 훈련원의 벼슬을 거쳐 선전관이 되었으며, 임진왜란 때에는 장기현감으로 의병을 일으켜 큰 공을 세웠다. 그후 밀양목사와 경상좌도 수군절도사를 맡았으며, 정유재란 때에는 성주목사로서 왜적을 격퇴하였다. 인조 2년(1624) 이괄(李适)의 난이 일어났을 때에는 평안도 병마절도사 겸 부원수가 되어 반란군을 대파하였다.
충청북도 충주시 금가면 오석리에 위치한 그의 묘는 부인 전주 이씨와 합장한 것으로 화강암으로 봉분의 아래부분을 둘렀다. 봉분 앞에는 상석과 동자석 한쌍이 있고, 오른쪽에는 김집이 글을 짓고, 송준길이 글씨를 쓴 묘비가 세워져 있다. 아울러 묘소의 아랫편 50m 떨어진 곳에는 사당(祠堂)이 있다.
묘소의 아래쪽에는 현종 8년(1667)에 대리석으로 세운 신도비(神道碑:왕이나 고관 등의 평생업적을 기리기 위해 무덤 근처 길가에 세운 비)가 있으며, 해당 신도비는 충주 이수일 신도비라는 명칭으로 충청북도 유형문화재로 등재되어 있다.

## 갤러리

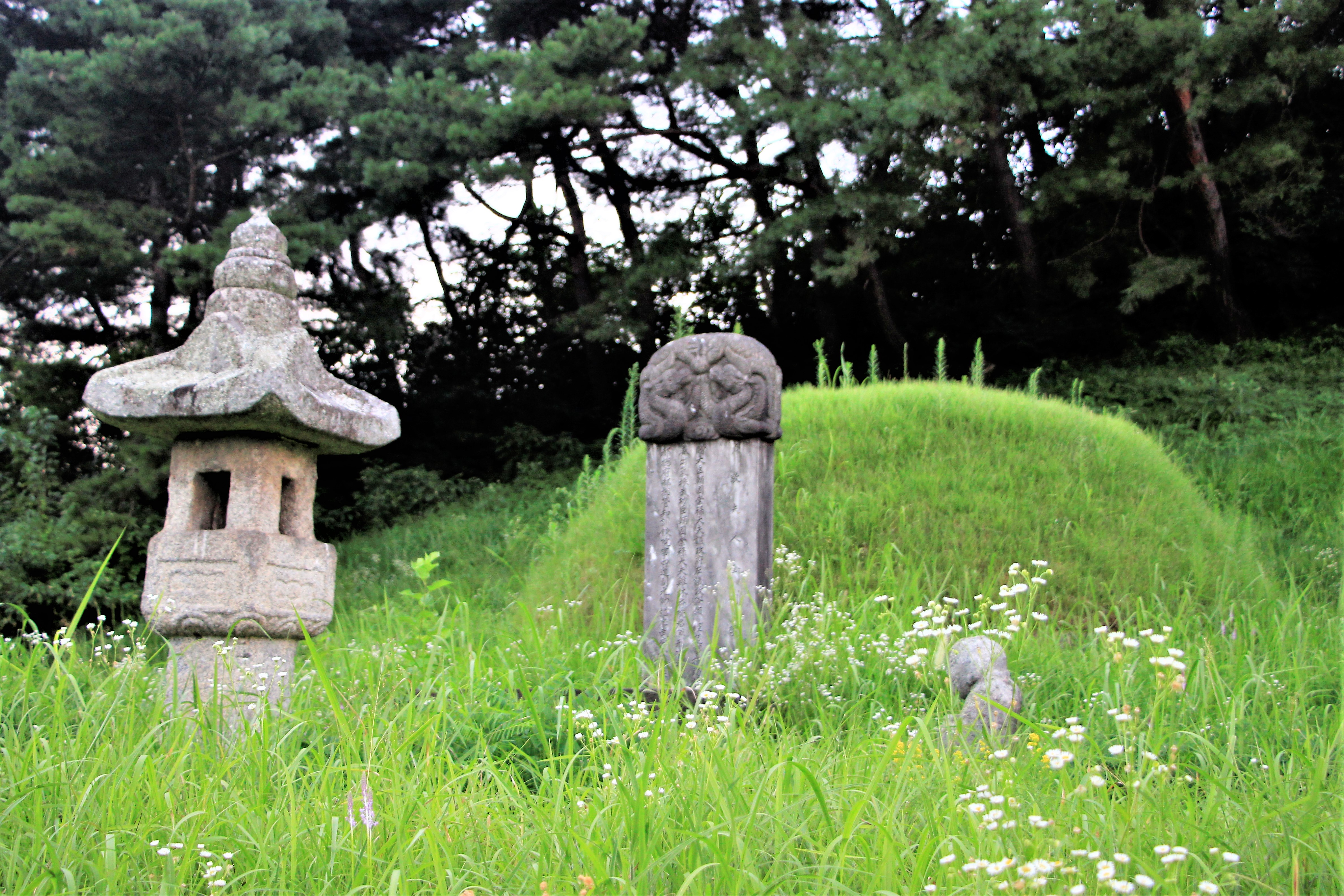
충주 이수일 묘소를 정면에서 본 모습.

## 참고 문헌
- 충주 이수일 묘소 - 국가유산청 국가유산포털